# José Agustín Mesiano
José Agustín Mesiano (1 de mayo de 1942 - 18 de mayo de 2017) fue un destacado exjugador de fútbol en los años 60. Debutó en Primera División con Argentinos Juniors y fue convocado en más de una oportunidad a la selección nacional antes de su llegada a Rosario Central, en 1965. En Arroyito estuvo 7 años, jugando 215 partidos y marcando 13 goles con la camiseta auriazul.

## Biografía
Jugador polifuncional, de muy buen manejo, mucha personalidad, muy buen cabeceador en las dos áreas, y especialista en la marca hombre a hombre, sus muy buenas actuaciones en los torneos locales harían que no demorara mucho en tener su oportunidad en la Selección Nacional. Debutó con la albiceleste en 1963 dirigido por Horacio Amable Torres ingresando como suplente frente a Brasil en la victoria visitante por 3-2 en San Pablo, y en 1964 fue nuevamente convocado para integrar el plantel argentino que disputó y ganó en Brasil la Copa de las Naciones. Se lo recuerda muy especialmente en esta instancia por el partido ante el equipo local, en el Estadio Pacaembú de San Pablo, cuando apareció haciendo marca personal sobre Pelé. Poco acostumbrado a un marcador tan pegajoso, el astro brasileño lo sacó del partido con un violento cabezazo que le fracturó el tabique nasal. Ingresó en su lugar el “Oveja” Roberto Telch, y finalmente Argentina se impuso 3 a 0, con dos goles del propio Telch y otro de Ermindo Onega. El elenco nacional se adjudicó finalmente la Copa, concluyendo con su valla invicta, y Mesiano fue considerado casi un héroe.
Al finalizar el campeonato argentino de 1964, con 70 partidos y 3 goles en primera, la continuidad del “Chino” en Argentinos Juniors estaba prácticamente descartada. Manuel Giudice lo quería a cualquier precio en Independiente de Avellaneda, que se había adjudicado ese año por primera vez la Copa Libertadores de América, y había perdido la Copa Intercontinental tras tres vibrantes encuentros ante el Inter de Milán de Helenio Herrera.
Pero a principios de 1965 hubo elecciones en Central triunfando la lista opositora que encabezaba don Adolfo Pablo Boerio. Entre las promesas electorales estaba la formación de un gran equipo, y se cumplió. Fue así que Central peleó mano a mano con Independiente por conseguir al “Chino” Mesiano, y finalmente lo logró. Llegaron también el “Bocha” Bielli, Julio César Cortés y el “Pepe” José Sasía, entre otros, aunque los resultados en ese año no fueron los esperados.
En el equipo de 1965 la posición del “Chino” fue la de volante central, mostrando gran personalidad, mucho despliegue y sacrificio, pero también mucho talento; logrando además ese año 2 tantos.
Pero en 1966 llegó como técnico Manuel Giudice trayendo consigo a Carlos Griguol, por lo que fue corrido hacia la derecha, donde cumplió grandes actuaciones, marcando también ese año otros 2 goles.
En 1967, Miguel Ignomiriello lo ubicó definitivamente como zaguero central junto al “Coco” José Pascuttini, posición que ya no iba a abandonar nunca más. Conformarían una gran dupla tanto defensiva como ofensiva por la notable capacidad de ambos en el juego aéreo. Cada pelota detenida a favor de Central era una amenaza de gol latente para las defensas rivales.
Consolidado como defensor central, el “Chino” cumplió su mejor campaña con la camiseta auriazul haciendo valer permanentemente su jerarquía, su gran personalidad, y logrando actuaciones notables que lo ubican para muchos como el mejor en su puesto en toda la historia “canalla”, aún sobre Daniel Pedro Killer, Oscar Craiyacich, o el “Patón” Edgardo Bauza.
Pero una lesión de rodilla comenzó a afectarlo a partir de 1970, quitándole continuidad, y haciéndole perder la titularidad en el primer equipo, primero ante Alberto Fanesi y luego ante Daniel Killer. Fue parte de la plantilla campeona del Campeonato Nacional de 1971, la primera estrella del conjunto auriazul en el profesionalismo de AFA.
Tras el Campeonato Nacional de 1972, con sólo 30 años de edad, se desvinculó de Central, pasando a Platense, de Argentina. Luego de 6 meses, fue transferido al Sport Boys de Perú, en donde jugó por 1 año, finalizando su campaña en el fútbol ecuatoriano, donde integró el plantel del Deportivo Cuenca que obtuvo el subcampeonato de 1975.

## Clubes
| Club                                   | País      | Año         |
| -------------------------------------- | --------- | ----------- |
| Argentinos Juniors                     | Argentina | 1961 - 1964 |
| Rosario Central                        | Argentina | 1965 - 1972 |
| Club Atlético Platense                 | Argentina | 1973        |
| Sport Boys                             | Perú      | 1973 - 1974 |
| Club Deportivo Cuenca                  | Ecuador   | 1974 - 1975 |
| Liga Deportiva Universitaria de Cuenca | Ecuador   | 1975        |

## Palmarés

### Títulos nacionales
| Título           | Club                  | País      | Año    |
| ---------------- | --------------------- | --------- | ------ |
| Primera División | C. A. Rosario Central | Argentina | N-1971 |

### Títulos internacionales
| Título               | Club                          | País   | Año  |
| -------------------- | ----------------------------- | ------ | ---- |
| Copa de las Naciones | Selección Argentina de Fútbol | Brasil | 1964 |